# トゥルカン
トゥルカン（スペイン語: Tulcán）は、エクアドルのカルチ県の県都。人口約8.3万。温泉と深い井戸、ホセ・フランコが設計した世界第二の熱帯霊園で知られる。標高は、国内の都市で最も高い2950m。

## 地理
ここから7キロ離れたコロンビア国境にかかるルミチャカ橋は、二国が共同管理している。トゥルカン市民はこの橋を渡る際、パスポートを提示しなくてよいことになっている。北でコロンビアのイピアレス市と、東で熱帯雨林が広がるスクンビオス県と、南でワカ郡と、西で太平洋岸のエスメラルダス県と隣接する。国境近くに位置するため、コロンビアとの貿易がさかんである。

## 交通
パンアメリカンハイウェイが通り、ルイス・A・マンティージャ空港がある。交通の便はよい。